# Elisabeth Röhl
Pour les articles homonymes, voir Röhl (homonymie).
Elisabeth Röhl, née Elisabeth Gohlke (épouse Elisabeth Kirschmann-Röhl) le 22 août 1888 à Landsberg an der Warthe (province de Brandebourg) et morte le 21 septembre 1930 à Cologne (République de Weimar), est une femme politique allemande, membre du SPD. 

## Biographie

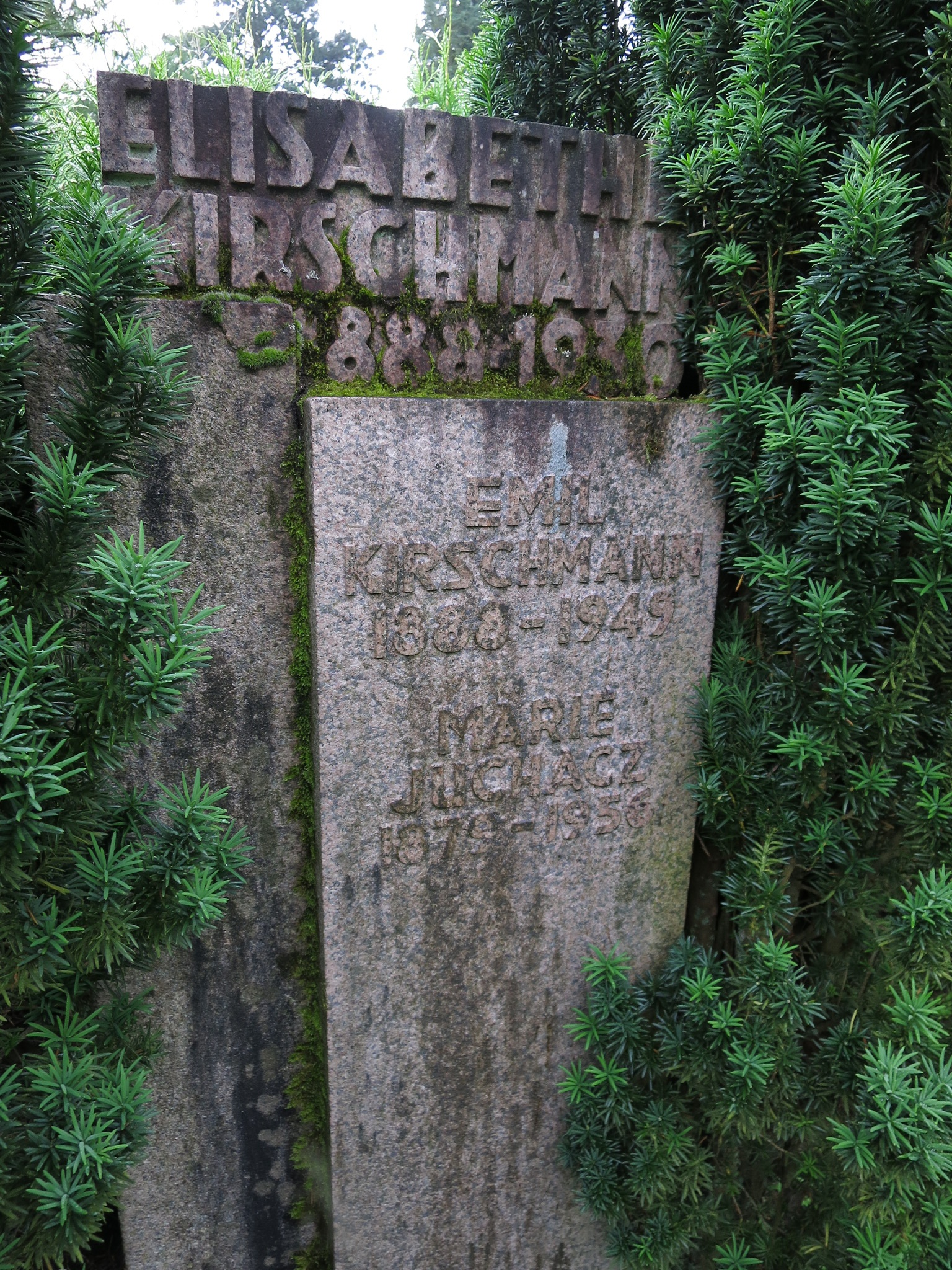
Tombe d'Elisabeth Röhl et de son mari à Cologne.

Elle est la fille de Henriette et Theodor Gohlke, un charpentier. Sa sœur aînée est Marie Juchacz. Leur enfance est marquée par la pauvreté.
Après sa scolarité à l'école locale, elle entreprend une formation de couturière. Elle s'investit dans l'Association des tailleurs et des couturières. Pendant la Première Guerre mondiale, elle travaille, avec Anna Maria Schulte, Else Meerfeld et sa sœur, Marie Juchacz, au Heimarbeitszentrale. Cette structure consistait en la mise en place de centres de couture pour donner aux femmes la possibilité de travailler à domicile, ainsi que d'autres formes de soutien aux veuves de guerre et aux orphelins. Elle a également été membre de la Commission alimentaire (Lebensmittelkommission), qui a créé et géré des soupes populaires.
Le 6 février 1919, Elisabeth Röhl et sa sœur font partie des 37 femmes élues à l'Assemblée nationale de Weimar. Les élections législatives, qui ont lieu le 19 janvier 1919, sont les premières où les femmes peuvent voter ; elles sont élues députées. Le 16 juillet 1919, elle prononce un discours au Reichstag pour exiger l'égalité du statut et des droits de l'enfant illégitime avec ceux des enfants légitimes et des exigences équivalentes à l'égard des mères célibataires et mariées.
Contrairement à sa sœur, Elisabeth Röhl n'est pas réélue aux élections législatives de juin 1920. Entre 1921 et sa mort, elle siège au Landtag prussien (parlement régional).
Elle se marie deux fois. Elle a un fils lors de son premier mariage. En 1922, elle épouse Emil Kirschmann, député entre 1924 et 1933.

## Sources
- (en) Cet article est partiellement ou en totalité issu de l’article de Wikipédia en anglais intitulé « Elisabeth Röhl » (voir la liste des auteurs).